# Josef Steinberg
Josef Steinberg (* 24. November 1904 in Köln; † 7. Mai 1981 in Köln) war ein deutscher katholischer Priester, Studentenseelsorger und Akademiedirektor.

## Leben

### Ausbildung und erste Berufsjahre
Josef Steinberg wuchs in der historischen Altstadt von Köln auf, studierte nach dem Abitur Theologie an der Universität Bonn und im Priesterseminar in Köln. 1929 wurde er zum Priester geweiht.
Es folgten Jahre als Kaplan in Düsseldorf (Pfarrei St. Peter) und Repetent in Bonn. 1935 promovierte er zum Dr. theol. Anschließend war er für zwei Jahre zum Weiterstudium am Päpstlichen Bibelinstitut in Rom, er spezialisierte sich auf die Erforschung des Alten Testaments. 1934 veröffentlichte Josef Steinberg zusammen mit dem Theologen und Kulturhistoriker Hermann Platz (1880–1945) und dem Kirchenhistoriker Wilhelm Neuss mit bischöflicher Autorisierung den "Antmythus", eine Gegenschrift zu Alfred Rosenbergs bekanntestem Werk mit dem Titel "Studien zum Mythos des 20. Jahrhunderts". Diese Studien wurden in 200.000 Exemplaren verbreitet und in ganz Deutschland von katholischen und evangelischen Pfarrämtern verteilt. Obwohl die Gestapo nach den Autoren suchte, wurden sie nicht erkannt. Josef Steinberg war also Mitglied eines Widerstandskreises. 1936–1938 wirkte er mit bei der Erarbeitung von "Herders Laienbibel".

### Studentenpfarrer
1943 wurde er als Studentenpfarrer nach Köln berufen. Ab 1945 wirkte er als Studentenseelsorger weiter in Bonn. Er begann aus dem Krieg heimkehrende und von der NS-Ideologie desillusionierte Studenten um sich zu sammeln. Seine Wohnung in der Riesstraße 22 wurde zu einem Zentrum hunderter Rat- und Wohnungssuchender, Hungernder und Frierender. Studenten in Not half er, indem er Nahrung und Wohnung vermittelte, und er gab den durch Krieg und Gefangenschaft erschütterten und verunsicherten jungen Menschen Rückhalt und geistige Orientierung. Zugunsten der Studentenseelsorge verzichtete er 1945/46 auf die ursprünglich angestrebte Habilitation.
Als Studentenpfarrer in Bonn hatte er zusammen mit der Studentengemeinde entscheidenden Anteil an den für die katholischen Studentenschaft der Nachkriegszeit richtungsweisenden Beschlüssen in Hardehausen im Frühjahr und Oktober 1946 und am Zustandekommen des ersten Allgemeinen Katholischen Studententags 1947 in Limburg. Er übernahm zentrale Funktionen in der Katholischen Deutschen Studenten-Einigung (KDSE), z. B. die jahrelange Verwaltung ihrer Finanzen, die Leitung der Studentenpfarrerkonferenz und die Leitung des Amtes für Auslandsfragen in der KDSE, das die gesamten überregionalen Bemühungen um den Kontakt mit den katholischen Studierenden des Auslands organisatorisch zusammenfasste, in einer Zeit, als deutsche Studenten im Ausland nicht ohne weiteres gern gesehene Gäste waren. Überzeugend wirkten seine Glaubensgespräche, die er unter anderem in der studentischen Mensa anbot. In der Studentengemeinde schuf er biblische Arbeitskreise, organisierte eine Choralschola, den Madrigalchor, studentische Caritasgruppen, die studentische Vinzenzkonferenz.

### Akademiedirektor
1957 berief ihn Joseph Kardinal Frings zum Leiter der 1953 in Honnef gegründeten Thomas-Morus-Akademie. Dem Verhandlungsgeschick von Josef Steinberg, der in der Zwischenzeit zum Prälaten ernannt wurde, ist es zu verdanken, dass die Akademie 1958 in das Kardinal-Schulte-Haus in Bensberg verlegt wurde, das ursprünglich als Priesterseminar fungierte, nach dem Krieg aber zunächst durch die Besatzungsmacht beschlagnahmt war. Seine neue Funktion als Direktor der Akademie übte er 1957–1968 mit großem Engagement und Ideenreichtum aus. "Offene Akademietagungen" bildeten den Kern seiner Bildungsarbeit. "Die Kirche im Dialog mit der Welt von heute", "Über die Fragwürdigkeit der religiösen Sprache", "Jugend im technischen Zeitalter", "Überforderte Schule – überforderte Kinder?" sind einige der von ihm in den 1960er-Jahren aufgegriffenen Themen. Zu den Angeboten der Akademie in seiner Zeit gehörten auch besondere thematische Abende für Offiziere. Ferner förderte er Primaner- und Studententagungen, deren Organisation und Leitung zunächst Jan Jaroslav Novak, dann 1965 Manfred Hermanns übernahm.
Auch nach seinem Ausscheiden aus dem Amt des Direktors der Akademie 1968 blieb er der Bildungsarbeit der Akademie und der Erzdiözese Köln als Geistlicher Beirat eng verbunden. Diese würdigte seine langjährigen Verdienste durch seine Ernennung zum nichtresidierenden Domkapitular.
Von der Ausstrahlungskraft seiner Persönlichkeit gab ein Freundeskreis Zeugnis. Bis zu seinem Tod 1981 trafen sich die ehemaligen Studentinnen und Studenten aus seiner Bonner Studentengemeinde, die "Alten Bonner", jedes Jahr. Zu seinem 70. Geburtstag erstellte der Kreis eine Festschrift "Bonner Studentengemeinde mit Josef Steinberg 1945–1957", ein anschauliches Geschichtsdokument für den geistig-religiösen Aufbruch in der Studentengeneration nach dem Zweiten Weltkrieg.

## Veröffentlichungen
- Josef Steinberg: Die katholische studentische Jugend. In: Festschrift zum Jubeljahr des Kardinals und Erzbischofs Joseph Frings. Verlag Wort und Werk, Köln 1957, S. 59–62.
- Bernhard Bergmann/Josef Steinberg (Hrsg. in Verbindung mit dem Zentralkomitee der deutschen Katholiken): In Memoriam Wilhelm Böhler. Erinnerungen und Begegnungen. Bachem-Verlag, Köln 1965.
- Heinrich Lützeler/Josef Steinberg: Heitere Christen am Rhein. Schon widder e Wunder! Herder-Verlag, Freiburg i.Br. 1979, 5. Aufl. 1983.